# Раймонд Йовал
Раймонд Йовал (нід. Raymond Joval; 15 вересня 1968) — нідерландський професійний боксер, призер чемпіонату світу серед аматорів, чемпіон світу за версією IBO в середній вазі (2000—2004, 2005—2006).

## Аматорська кар'єра
На Олімпійських іграх 1992 переміг Ліку Аліу (Самоа) і програв Ахмеду Діну (Алжир).
На чемпіонаті світу 1993 завоював бронзову медаль.
- В 1/8 фіналу переміг Денієла Раяна (Ірландія) — 16-4
- У чвертьфіналі переміг Їркі Екмана (Фінляндія) — RSC 2
- У півфіналі програв Аріелю Ернандесу (Куба) — 4-11

## Професіональна кар'єра
Впродовж 1994—2008 провів 42 поєдинки на професійному рингу.
26 червня 1999 року в бою проти італійця Агостіно Кардамона завоював титул чемпіона в середній вазі за малозначимою версією WBU, який втратив в наступному бою, програвши італійцю Антоніо Перуджино.
30 вересня 2000 року здобув перемогу рішенням більшості над чемпіоном світу за версією IBO в середній вазі Мпуш Макамбі (ПАР). Відібравши титул, володів ним з 2000 по 2004 рік. За цей час провів 8 поєдинків, чотири з яких були успішними захистами титулу. Зокрема, в першому захисті 27 січня 2001 року здобув перемогу рішенням більшості над майбутнім чемпіоном світу австралійцем Семом Соліманом. Зустрівшись 18 липня 2004 року з Соліманом вдруге у відбірковому бою за право зустрітися з чемпіоном світу за версією IBF, зазнав поразки одностайним рішенням суддів.
26 березня 2005 року зазнав поразки одностайним рішенням від американця Фернандо Варгаса.
3 липня 2005 року завоював вдруге вакантний титул чемпіона світу за версією IBO і провів один успішний захист.